# Evika Siliņa

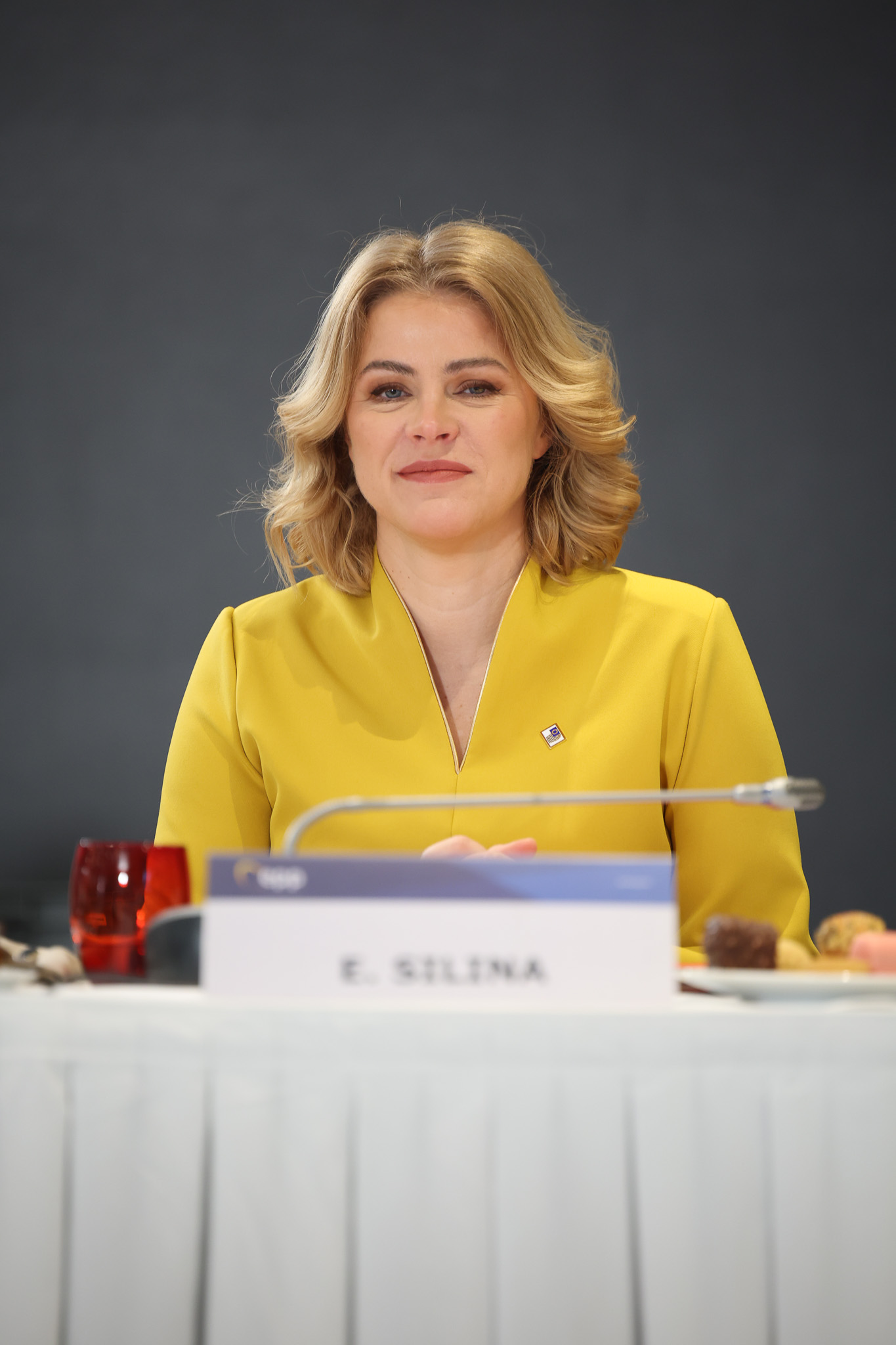
Evika Siliņa (2025)

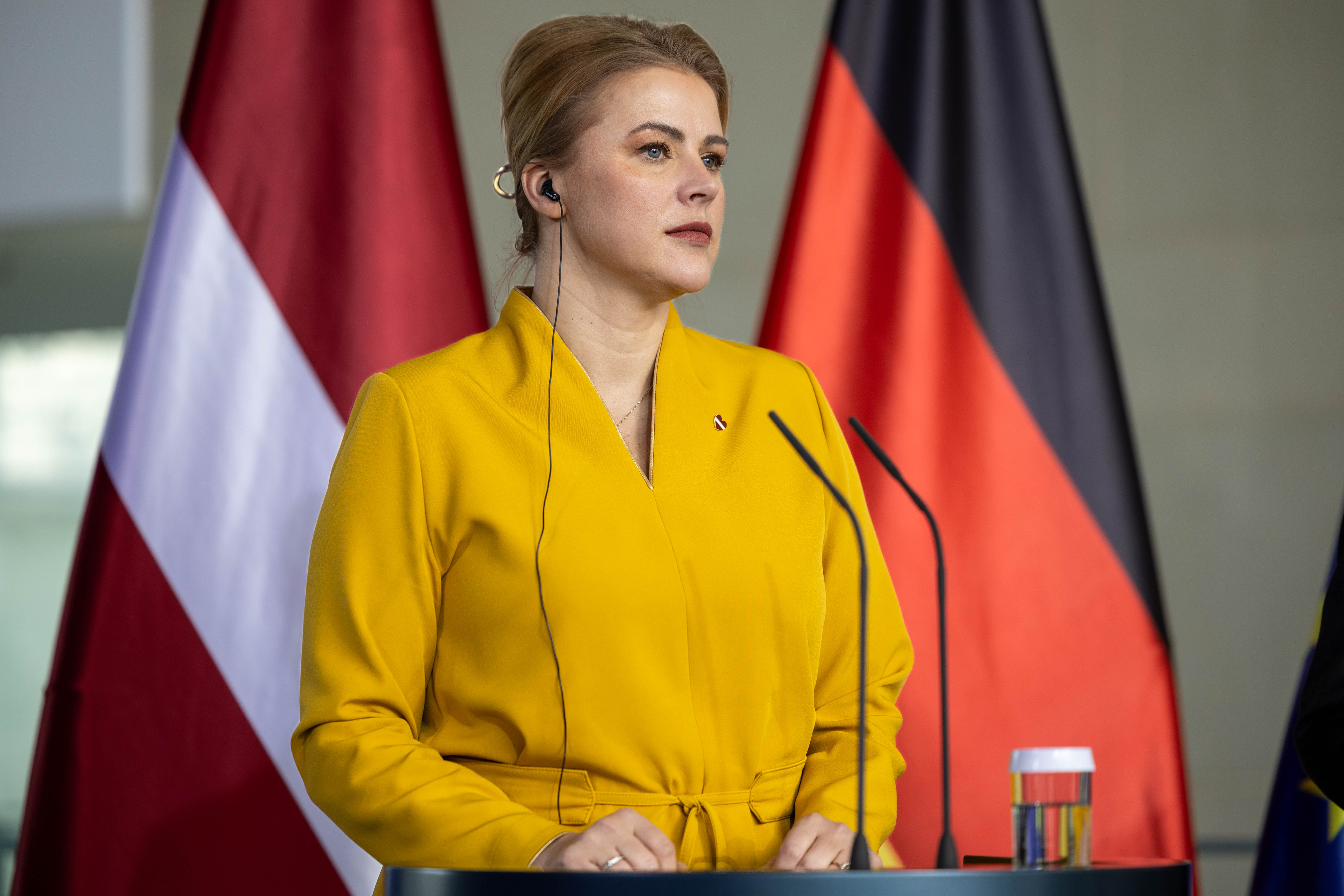
Evika Siliņa (2024) Pressekonferenz Bundeskanzleramt

Evika Siliņa (* 3. August 1975 in Riga, Lettische SSR, damalige Sowjetunion) ist eine lettische Politikerin der liberal-konservativen Partei Vienotība und seit dem 15. September 2023 Ministerpräsidentin von Lettland. Zuvor war sie Sozialministerin im Kabinett Kariņš II.

## Leben
Von 1993 bis 1997 studierte Siliņa Rechtswissenschaft an der Universität Lettlands. Sie schloss das Studium mit dem Bachelor ab. An der Riga Graduate School of Law erlangte Siliņa einen Master-Abschluss in den Fächern Sozialwissenschaften, Völkerrecht und Europarecht. Von 2003 bis 2012 war sie als Rechtsanwältin im Bereich des Wirtschaftsrechts tätig.
Siliņa ist verheiratet und hat drei Kinder. Außer Lettisch spricht sie auch fließend Englisch und Russisch.

### Politik
Siliņa trat bei der Parlamentswahl in Lettland 2011 für die Reformu partija an, verfehlte jedoch den Einzug in die Saeima. Von 2011 bis 2012 war sie Rechtsberaterin des lettischen Innenministeriums. Von 2013 bis 2019 war sie Staatssekretärin im Innenministerium. Von 2019 bis 2022 war sie Staatssekretärin beim Ministerpräsidenten Krišjānis Kariņš.
Bei der Parlamentswahl in Lettland 2022 wurde sie für die Partei Vienotība in die Saeima gewählt. Am 14. Dezember 2022 wurde sie zur Sozialministerin in der zweiten Regierung von Krišjānis Kariņš ernannt.
Nach dem Rücktritt Kariņš’ vom Amt des Ministerpräsidenten wurde sie am 15. September 2023 von der Saeima zu seiner Nachfolgerin gewählt. Sie führt seitdem eine Koalition aus Vienotība, Zaļo un Zemnieku savienība und Progresīvie (Kabinett Siliņa). Nach Laimdota Straujuma ist sie die zweite Frau im Amt des lettischen Ministerpräsidenten.